# Le sette valli

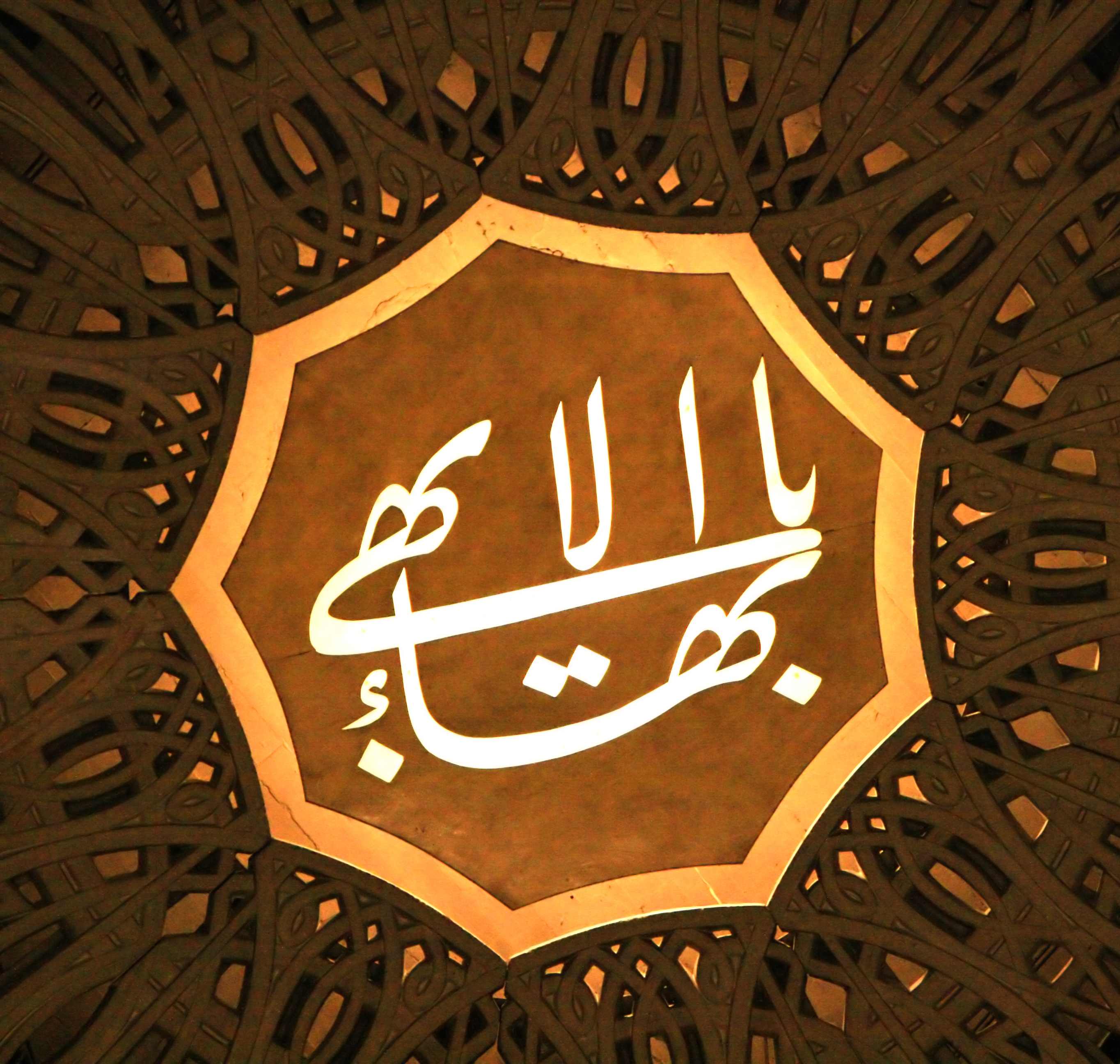
Il più grande Nome

Le sette valli (in persiano هفت وادی‎, Haft-Vádí) è un libro scritto in persiano da Bahá'u'lláh, il fondatore della Fede bahá'í.
Le sette valli e Le quattro valli (in persiano چهار وادی‎, Chahár Vádí), anch'esso scritto da Bahá'u'lláh, sono spesso pubblicati assieme col titolo di Le sette valli e le quattro valli, anche se le due opere sono diverse e non strettamente correlate. L'opera è un testo particolarmente importante della religione bahai.

## L'opera
Le sette valli fu scritta fra il 1853 e il 1863 a Baghdad, dopo che Bahá'u'lláh vi era ritornato da Sulaymaniyah, Kurdistan, in risposta alle domande di Shaykh Muhyi'i-Dìn, un seguace della Qadiriyya sufista . Poiché il destinatario dell'opera all'origine era un aderente al sufismo, Bahá'u'lláh usò titoli storici e religiosi che spesso rinviano ai versi del Qur'an.
Quest'opera sintetica fu chiamata da Shoghi Effendi la sua più grande composizione mistica, e fu, nell'occidente, uno dei primi testi di Bahá'u'lláh a essere tradotto in francese, 1905, e in inglese, 1906. Lo stile di Le sette valli è molto poetico anche se non è composto in versi.
Il libro descrive il cammino spirituale che l'uomo, il ricercatore, deve compiere, passando attraverso differenti stadi, per avvicinarsi a Dio, come, per altro, descritto dal poeta sufista Farid al-Din 'Attar nel XII secolo nel suo Manṭiq al-ṭayr.
Bahá'u'lláh ricorre a un simbolismo d'immagini, tipiche di testi musulmani, che più d'ogni altra parola evocano e spiegano i significati di sette stadi da esplorare chiamati anche valli.

### Valle della ricerca
Il destriero di questa valle è la pazienza. La valle della ricerca è il primo stadio che il ricercatore deve attraversare nel suo cammino spirituale.  Bahá'u'lláh afferma che il ricercatore deve purificare il proprio cuore allontanandosi dalle vie stereotipate dei propri antenati, che non deve più ciecamente seguire.
Il fervore e la pazienza sono necessari per attraversare questa valle.

### Valle dell'amore
La valle successiva è quella dell'amore dove il ricercatore è paragonato alla falena che ha trovato la fiamma. Bahá'u'lláh dice che in questa valle il cuore del ricercatore è toccato e che il ricercatore stesso è caduto nell'amore di Dio.

### Valle della conoscenza
La conoscenza di cui si parla in questa valle e la conoscenza di Dio, non solo quella che deriva dall'istruzione. Le vanità della propria conoscenza spesso allontanano dal conseguimento della vera comprensione che è la conoscenza e il timor di Dio: il Sapiente Conoscitore d'ogni cosa.
In questa valle, il ricercatore inizia a comprendere i misteri della Rivelazione divina.

### Valle dell'unità
Nella valle successiva, quella dell'unità, il ricercatore vede la creazione non nei suoi limiti materiali ma vi riconosce gli attributi di Dio.
Egli, distaccato dalle cose terrene, non più preoccupato di sé stesso, libero dal proprio ego loda Dio per tutta la Sua creazione.

### Valle dell'appagamento
Nella valle dell'appagamento il ricercatore diventa indipendente dalle cose terrene e sebbene possa apparire povero e sofferente è dotato della ricchezza e della potenza del mondo spirituale: la felicità, attributo del vero credente, non può essere conseguita attraverso le cose materiali, spesso fallaci e sempre transitorie.

### Valle della meraviglia
Nella valle della meraviglia il ricercatore è colpito dalla bellezza nascente da Dio, diventa consapevole dell'immensità e dello splendore del creato e scopre i misteri più profondi della rivelazione divina.

### Valle della vera povertà e dell'assoluto annullamento
L'ultima valle, quella dell'essere poveri di sé e ricchi del Desiderato. Una povertà da quanto non appartenga a Dio e dell'assoluto annullamento alla presenza del Benamato. Essa costituisce l'ultimo stadio nel cammino del ricercatore ch'è ora povero o distaccato dai beni materiali, ma ricco di quelli spirituali e che annulla sé stesso in Dio. 
Riprende e sviluppa poeticamente un simbolico e mistico verso del Corano: <<E tutto quel che vaga sulla terra perisce, e solo resta il volto del Signore ...>>